# Међународни суд
Међународни судови формирају се путем споразума или конвенција између држава или од стране међународних организација као што су Уједињене нације. Овај појам укључује ад хок трибунале, али искључује било који суд под искључивом надлежношћу једне државе.
За списак данас постојећих и историјских међународних судова види Категорија:Међународни судови